# Ключево (Західнопоморське воєводство)
Ключево (пол. Kluczewo, нім. Klaushagen) — село в Польщі, у гміні Чаплінек Дравського повіту Західнопоморського воєводства.
Населення — 343 особи (2011).
У 1975-1998 роках село належало до Кошалінського воєводства.

## Демографія
Демографічна структура станом на 31 березня 2011 року:
|          | Загалом | Допрацездатний вік | Працездатний вік | Постпрацездатний вік |
| -------- | ------- | ------------------ | ---------------- | -------------------- |
| Чоловіки | 167     | 38                 | 114              | 15                   |
| Жінки    | 176     | 29                 | 97               | 50                   |
| Разом    | 343     | 67                 | 211              | 65                   |